# Boleophthalmus boddarti
Boleophthalmus boddarti е вид бодлоперка от семейство Попчеви (Gobiidae). Видът не е застрашен от изчезване.

## Разпространение и местообитание
Разпространен е в Бангладеш, Виетнам, Индия, Камбоджа, Малайзия (Западна Малайзия, Сабах и Саравак), Мианмар, Сингапур, Тайланд и Шри Ланка.
Среща се на дълбочина от 0,3 до 1,2 m, при температура на водата около 28,9 °C и соленост 28,2 – 32,2 ‰.

## Описание
На дължина достигат до 22 cm.